# Philotheca sporadica
Philotheca sporadica är en vinruteväxtart som först beskrevs av Bayly, och fick sitt nu gällande namn av Paul G. Wilson. Philotheca sporadica ingår i släktet Philotheca och familjen vinruteväxter. Inga underarter finns listade i Catalogue of Life.